# I Believe in a Thing Called Love
I Believe in a Thing Called Love è un singolo del gruppo inglese The Darkness, estratto dall'album d'esordio Permission to Land del 2003.
Questa canzone, sicuramente la più nota della band, figura nella classifica delle cento migliori canzoni hard rock stilata in base a delle votazioni di fan da VH1 e anche tra le "100 Greatest Guitar Tracks" della rivista Q. Nel 2014 è stata inoltre indicata come la nona più grande canzone pop metal da Yahoo! Music.
Justin Hawkins, il leader del gruppo, canta la maggior parte della canzone in falsetto.

## Video musicale
Il video musicale, molto ironico, vede i membri del gruppo a bordo di una navicella spaziale mentre suonano i rispettivi strumenti e combattono contro dei mostri.

## Uso nei media
Il brano è presente nella colonna sonora del film Che pasticcio, Bridget Jones!.

## Classifiche
| #  | Paese         |
| -- | ------------- |
| 2  | Regno Unito   |
| 5  | Irlanda       |
| 8  | Svezia        |
| 10 | Nuova Zelanda |
| 12 | Paesi Bassi   |
| 14 | Norvegia      |
| 40 | Australia     |
| 47 | Germania      |